# Steve Clark (nadador)
Steve Clark (Oakland (California), Estados Unidos, 17 de junio de 1943) es un nadador estadounidense retirado especializado en pruebas de estilo libre, donde consiguió ser campeón olímpico en 1964 en los 4 x 100 metros estilo libre.

## Carrera deportiva
En los Juegos Olímpicos de Tokio 1964 ganó la medalla de oro en los relevos de 4 x 100 metros estilo libre, con un tiempo 3:33.2 segundos, por delante de Alemania (plata) y Australia (bronce); sus compañeros de equipo fueron los nadadores: Mike Austin, Gary Ilman y Don Schollander. también ganó otras dos medallas de oro en 4x200 metros libre y 4 x 100 metros estilos.